# Karin Himboldt
Karin Käte Lissy Himboldt (* 8. Februar 1920 in München; † 1. Dezember 2005 in Basel) war eine deutsche Schauspielerin.

## Leben
Himboldt wuchs in Kopenhagen auf, absolvierte eine Schauspielausbildung in Berlin und sammelte ihre ersten Bühnenerfahrungen in Kiel. Ihre erste Film-Rolle bekam sie 1940 in Falschmünzer von Hermann Pfeiffer. Als der damals schon berühmte Schauspieler Heinz Rühmann im selben Jahr einen Stapel Fotos auf der Suche nach einer Filmpartnerin für seinen nächsten Film Quax, der Bruchpilot durchsah, stach ihm die strohblonde 20-Jährige nach eigenem Bekunden gleich ins Auge. So kam die junge Himboldt zu ihrer bekanntesten Rolle, denn drei Jahre später holte Rühmann sie erneut an seine Seite und sie spielte in der Feuerzangenbowle Eva, die Tochter des Schuldirektors. Auf der Premierenfeier des Films am 28. Januar 1944 soll sie, die als Ehefrau eines „Halbjuden“ ohnehin unter besonderer Beobachtung stand, den Hitlergruß verweigert haben. In der zur selben Zeit gedrehten Quax-Fortsetzung, dem 1943/44 gedrehten Film Quax in Afrika, der allerdings erst 1953 in die deutschen Kinos kam,  musste sie dann für die Hauptrolle als Filmpartnerin von Rühmann dessen Frau Hertha Feiler den Vortritt lassen. Ihre beiden anschließend noch zu Kriegszeiten 1945 gedrehten Filme Tierarzt Dr. Vlimmen mit Hans Söhnker und Der Scheiterhaufen mit Ewald Balser blieben aufgrund des Zusammenbruchs des Deutschen Reichs unvollendet. Sie stand 1944 in der Gottbegnadeten-Liste des Reichsministeriums für Volksaufklärung und Propaganda.
Nach dem Krieg konnte sie an ihre früheren Erfolge nicht mehr anknüpfen und spielte nur noch Nebenrollen. Ihren letzten Film drehte sie bereits 1959. Im Mai 1958 stand sie noch einmal vor der Kamera für das TV-Stück Der keusche Lebemann an der Seite von Willy Millowitsch.
Himboldt heiratete Carl Adams (1908–1997), Direktor eines Basler Chemiekonzerns und zog sich vollständig aus dem Filmgeschäft und dem öffentlichen Leben zurück. Im Dezember 2005 starb sie mit 85 Jahren in einem Altersheim in Basel. Ihr Grab befindet sich auf dem Friedhof am Hörnli.

## Filmografie
- 1940: Falschmünzer
- 1941: Quax, der Bruchpilot
- 1942: Der Seniorchef
- 1943/47: Quax in Afrika
- 1944: Die Feuerzangenbowle
- 1944: Tierarzt Dr. Vlimmen (unvollendet)
- 1945: Der Scheiterhaufen (unvollendet)
- 1949: Verführte Hände
- 1951: Fünf Mädchen und ein Mann (A Tale of Five Cities)
- 1951: Die Frauen des Herrn S.
- 1952–1953: Orient Express (Fernsehserie, 2 Folgen)
- 1956: Nina
- 1957: Ober, zahlen!
- 1958: Der keusche Lebemann (Fernsehfilm)
- 1959: Bezaubernde Arabella